# شهرستان ختن
شهرستان ختن (به اویغوری: خوتەن ناھىيىسى، به چینی:‌ 和田县، به پین‌یین:	Hétián Xiàn) یک واحد تقسیماتی در چین است که در ولایت ختن واقع شده‌است. شهرستان ختن ۴۱٬۱۲۸ کیلومتر مربع مساحت و ۲۷۰٬۰۰۰ نفر جمعیت دارد.
۹۹٪ جمعیت این شهرستان را ترکهای اویغور تشکیل می‌دهند.

## جمعیت
| ترکیب قومیتی شهرستان ختن | ترکیب قومیتی شهرستان ختن | ترکیب قومیتی شهرستان ختن | ترکیب قومیتی شهرستان ختن | ترکیب قومیتی شهرستان ختن |
| ------------------------ | ------------------------ | ------------------------ | ------------------------ | ------------------------ |
| قومیت                    | قومیت                    |                          | درصد                     | درصد                     |
| اویغور                   | اویغور                   |                          | ۹۹٫۳٪                    | ۹۹٫۳٪                    |
| هان                      | هان                      |                          | ۰٫۶٪                     | ۰٫۶٪                     |
| هوئی                     | هوئی                     |                          | ۰٫۱٪                     | ۰٫۱٪                     |
| سایر                     | سایر                     |                          | ۰٫۰٪                     | ۰٫۰٪                     |
| منبع سرشماری جمعیت :     |                          |                          |                          |                          |

## تاریخچه
بین سال‌های ۱۸۸۳ میلادی و ۱۹۱۳ میلادی، تحت حاکمیت دودمان چینگ، «ولایت ختن» برای اولین بار تاسیس شد. منطقهٔ ختن
در این ولایت قرار داشت.
در سال ۱۹۱۳ میلادی، با تاسیس جمهوری چین (۱۹۴۹–۱۹۱۲)، این ولایت منحل شده. ۱۲ شهرستان با هم یکی شده و ولایت کاشغر را تاسیس کردند. ۴ تا از این ۱۲شهرستان، شامل اراضی تشکیل دهندهٔ ولایت ختن امروزی هستند، منجمله شهرستان ختن.
در همین سال، سال ۱۹۱۳ میلادی، شهرستان ختن تقسیم شده و از بخشی از اراضی آن، شهرستان قره‌قاش تاسیس شد.
در سال ۱۹۲۰ میلادی، ولایت ختن، شامل ۶ شهرستان ختن، کرییه، گوما، لوپ، قره‌قاش، و کارگیلیک تاسیس شد.
در سالهای ۱۹۳۳ و ۱۹۳۴ میلادی، در منطقهٔ کاشغر که در آن زمان شامل ولایت خودمختار قزل‌سو قرقیز نیز می‌شد، در طی شورشی علیه حکومت استانی وفادار به جمهوری چین، کشور جدیدی به طول دو سال با نام جمهوری اسلامی ترکستان شرقی اعلام شده بود. در منطقهٔ ختن نیز، کشوری با نام «امارت اسلامی ختن» اعلام شد.
بین سال‌های ۱۹۳۴ تا ۱۹۳۷ میلادی، منطقهٔ ختن تحت سلطهٔ جنگ‌سالاران هوئی (مسلمانان چینی‌تبار) بود، در حکومتی که اصطلاحا با نام «دونگانستان» از آن یاد می شود. (در منابع روسی، هوئی‌ها را دونگان می نامند)
بین سالهای ۱۹۵۴ و ۱۹۵۶ میلادی، «ولایت خودمختار جنوب سین‌کیانگ» (مشابه ولایت خودمختار ایلی قزاق) با تحت مدیریت داشتن ولایات کاشغر، یارکند، آق‌سو، ختن، و ولایت خودمختار قزل‌سو قرقیز ایجاد شد.
در سال ۱۹۵۹ میلادی، نوشتار نام ختن در زبان چینی از «和阗» به «和田»  (به پین‌یین: Hétián) تغییر کرد.
پس از جنگ هند و چین در سال ۱۹۶۲، و تثبیت کنترل چین بر منطقهٔ مورد مناقشهٔ اقصی چین، بیشتر اراضی این منطقه، با مساحتی بیش از ۳۰٬۰۰۰ کیلومتر مربع، ضمیمهٔ شهرستان ختن در ولایت ختن شد.
در سپتامبر سال ۱۹۸۳ میلادی، شهر ختن از شهرستان ختن جدا شده و به «شهر در سطح شهرستان» ارتقاء یافت.
در فوریه سال ۲۰۱۶، با جدایی از اراضی تحت مدیریت شهرستان‌های قره‌قاش، گوما، و چیرا، شهر قروم‌قاش/کونیو به عنوان شهر وابسته به بینگتوان و «شهر تابع مستقیم منطقه خودمختار» تاسیس شده، از تابعیت ولایت ختن در آمده، و مستقیما در تابعیت اداری منطقه خودمختار سین‌کیانگ قرار گرفت.

## تقسیمات اداری
شهرستان ختن متشکل از ۲ شهرک، ۱۰ قصبه، و ۱ «منطقهٔ جدید اقتصادی» است.
- شهرک باغچی (به اویغوری: باغچى بازىرى)(به چینی:‌ 巴格其镇، به پین‌یین: Bāgéqí Zhèn)
- شهرک خان‌اریق (به اویغوری: خانئېرىق بازىرى)(به چینی:‌ 罕艾日克镇، به پین‌یین: Hǎn'àirìkè Zhèn)
- قصبه ینگی‌آباد (به اویغوری: يېڭىئاۋات يېزىسى)(به چینی:‌ 英阿瓦提乡، به پین‌یین: Yīng'āwǎtí Xiāng)
- قصبه ینگی‌اریق (به اویغوری: يېڭىئېرىق يېزىسى)(به چینی:‌ 英艾日克乡، به پین‌یین: Yīng'àirìkè Xiāng)
- قصبه بوزاق (به اویغوری: بۇزاق يېزىسى)(به چینی:‌ 布扎克乡، به پین‌یین: Bùzhákè Xiāng)
- قصبه لایقا (به اویغوری: لايقا يېزىسى)(به چینی:‌ 拉依喀乡، به پین‌یین: Lāyīkā Xiāng)
- قصبه لانگرو (به اویغوری: لاڭرۇ يېزىسى)(به چینی:‌ 朗如乡، به پین‌یین: Lǎngrú Xiāng)
- قصبه توکل (به اویغوری: تەۋەككۈل يېزىسى)(به چینی:‌ 塔瓦库勒乡، به پین‌یین: Tǎwǎkùlè Xiāng)
- قصبه اسلام‌آباد (به اویغوری: ئىسلامئاۋات يېزىسى)(به چینی:‌ 伊斯拉木阿瓦提乡، به پین‌یین: Yīsīlāmù'āwǎtí Xiāng)
- قصبه سغیزکول (به اویغوری: سېغىزكۆل يېزىسى)(به چینی:‌ 色格孜库勒乡، به پین‌یین: Sègézīkùlè Xiāng)
- قصبه قاش‌تشی (به اویغوری: قاشتېشى يېزىسى)(به چینی:‌ 喀什塔什乡، به پین‌یین: Kāshítǎshí Xiāng)
- قصبه اوزونشو (به اویغوری: ئۇزۇنشو يېزىسى)(به چینی:‌ 	吾宗肖乡، به پین‌یین: Wúzōngxiāo Xiāng)